# Jorge Valls
Pour les articles homonymes, voir Valls (homonymie).
Valls  Arango est un nom espagnol. Le premier nom de famille, en général paternel, est Valls ; le second, en général maternel, souvent omis, est Arango.
Jorge Valls Arango, né à Cuba le 2 février 1933 et mort à Miami (Floride) le 22 octobre 2015,, est un opposant et militant cubain pour la démocratie ; aussi écrivain et poète.

## Biographie
En 1952, étudiant à la faculté de philosophie et lettres de l’université de La Havane, il est arrêté pour son opposition au coup d’État perpétré par Fulgencio Batista, puis en d’autres occasions. En 1953, il choisit l’exil au Mexique, d’où il rentre à Cuba à l’automne 1954. En 1955, il est condamné à un an de prison en vertu de la « ley de gangsterismo », sous l’accusation d’avoir posé une bombe, puis gracié, sur intervention de personnalités. Il participe alors à la fondation du Directoire Révolutionnaire et continue la lutte sous toutes ses formes. En 1958 il part à nouveau au Mexique, d’où il revient après la prise du pouvoir par Castro. En 1964, il témoigne en faveur de son ami Marcos Rodríguez lors du procès que Castro instruit contre ce dernier  et est arrêté quelques jours après. Condamné pour « activités contre les pouvoirs de l’État et pour diriger des organisations antigouvernementales », il passera 20 ans dans les prisons cubaines où il fait partie de ces prisonniers qui furent surnommés « plantados », c’est-à-dire ceux qui, emprisonnés par la dictature castriste, se refusèrent à tout compromis avec le pouvoir. Libéré en 1984, il part à Miami.

## Œuvres
En 1986, « Twenty Years and Forty Days. Life in a Cuban Prison » (« Vingt ans et quarante jours. Ma vie dans une prison cubaine ») qui sera édité en Espagne en 1988.
Il a publié également plusieurs recueils de poèmes, dont « Donde estoy no hay luz y está enrejado » (« Où je suis il n'y a pas de lumière mais une grille »), écrit en prison entre 1967 et 1970, et « A la paloma nocturna desde mis soledades » (« À la colombe nocturne depuis ma solitude »).
En 1989 paraît en France « Mon ennemi, mon frère », traduction de : « Mi enemigo, mi hermano : cantar del recuento, Cuba, 1952-1984 ».
Il a écrit une pièce de théâtre : « Los perros jíbaros » (« Les chiens sauvages »).
Cinq prix internationaux lui ont été décernés pour ses écrits en prison, dont le Grand Prix du Festival international de Poésie de Rotterdam, en 1983.